# Benedek Fliegauf

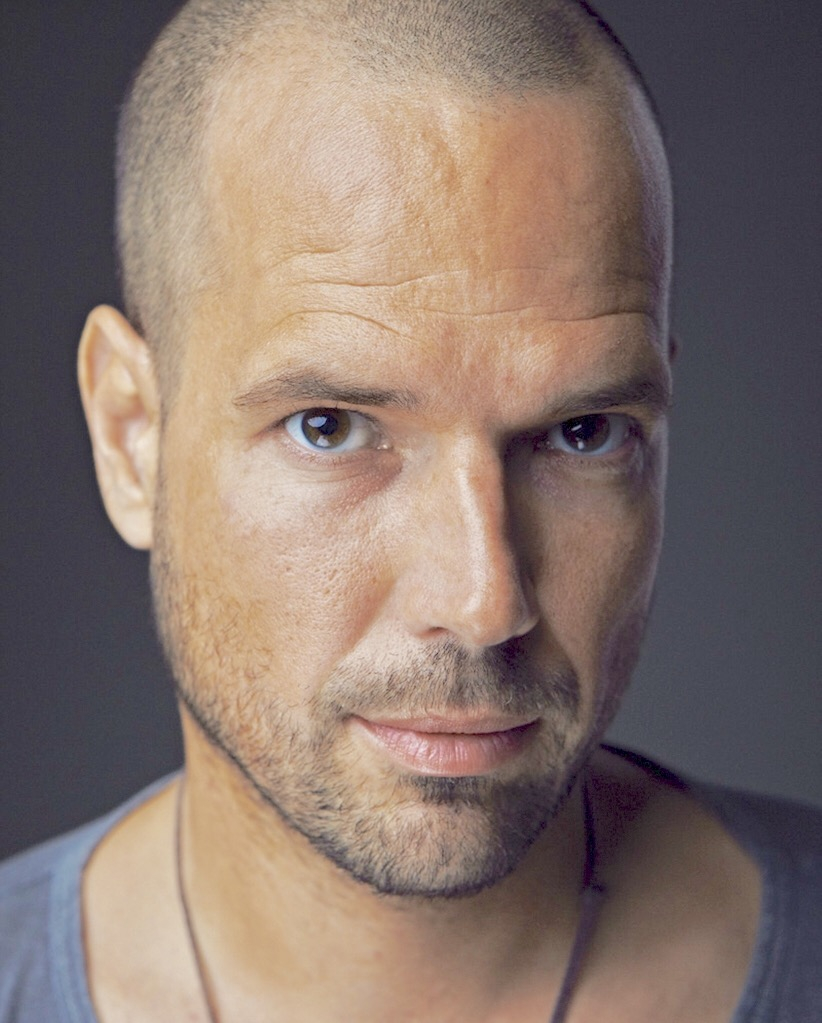
Benedek Fliegauf (2018)

Benedek „Bence“ Fliegauf (* 15. August 1974 in Budapest) ist ein ungarischer Filmregisseur und Drehbuchautor.

## Leben
Benedek Fliegauf hatte ursprünglich geplant, Schriftsteller zu werden. Aufgrund von u. a. finanziellen Problemen kam er diesem Berufswunsch jedoch nicht nach. Stattdessen absolvierte Fliegauf von 1995 bis 1998 eine Ausbildung zum Bühnenbildner und fand Anstellung als Assistent beim ungarischen Fernsehen. Dort stieg er später zum Regisseur und Redakteur auf. Als Regieassistent ging er u. a. bei Miklós Jancsó und Árpád Sopsits in die Lehre.
Fliegauf, der nie eine Filmhochschule besuchte, gab sein Regiedebüt 1999 mit dem Dokumentarfilm Határvonal. Ersten Erfolg hatte er mit Beszélő fejek (2001), der von sechs Alltagsgeschichten in der Stadt berichtet. Der 27-minütige Kurzfilm brachte Fliegauf den Preis für den besten Experimentalfilm bei der Ungarischen Filmschau ein. Nach dem Dokumentarfilm Van élet a halál elött? (2002) konnte er mit dem 15-minütigen Kurzfilm Hypnose an den vorangegangenen Erfolg anknüpfen. Die Geschichte um eine regressive Hypnose-Gruppe wurde 2002 auf dem Filmfestivals Cottbus prämiert. 2003 übernahm Fliegauf erstmals bei einem Spielfilm die Regie. Der zwischen Komödie und Drama angesiedelte Film Rengeteg erzählt vom Leben junger Ungarn in Budapest. Fliegauf drehte digital und besetzte Laiendarsteller in den Hauptrollen. Der Film wurde ins Internationale Forum des jungen Films der Internationalen Filmfestspiele Berlin eingeladen und dort mit dem Wolfgang-Staudte-Preis ausgezeichnet. Rengeteg ähnelte laut dem deutschen film-dienst in seiner elliptischen Dramaturgie und dokumentarischen Diktion an die Werke der dänischen Dogma-Bewegung. Fliegauf selbst gab jedoch an, sich der Ästhetik der Budapester Schule der 1970er-Jahre um seinen bekannten Landsmann Béla Tarr bedient zu haben.
Internationaler Erfolg war Fliegauf 2004 mit seinem zweiten Spielfilm Dealer beschieden, mit dem er erneut im Forum des Filmfestivals von Berlin zu Gast war. Das Psychogramm eines emotional zerstörten, jungen Drogenhändlers (gespielt von Felícián Keresztes) der sich in den Selbstmord flüchtet, war wie viele Filme Fliegaufs ohne Fördergelder in kleinem Team mit beweglicher Digitalkamera, Laiendarstellern, der Hilfe von Freunden und sozialen Netzwerken entstanden. Der film-dienst lobte Fliegauf für seinen düsteren, minimalistischen Episodenfilm als einen der vielversprechendsten ungarischen Nachwuchsregisseure neben György Pálfi. Erneut zog man Vergleiche zum Kino Béla Tarrs bzw. Andrei Tarkowskis, obwohl Fliegauf selbst auf David Lynch und Sergio Leone als Inspirationsquellen verwies. Die tageszeitung lobte ebenfalls Dealer als schwer erträglichen, aber gerade deswegen sehenswerten Film. Dealer gewann mehrere Preise auf internationalen Festivals, darunter die Regiepreise des Festival Internacional de Cine de Mar del Plata und der Ungarischen Filmschau.
Nach dem Erfolg von Dealer drehte Fliegauf in den folgenden Jahren zwei Kurzfilme (A sor, 2004; Pörgés, 2005) und kehrte erst 2007 mit Tejút zum Spielfilm zurück, der ihm den Goldenen Leoparden des Internationalen Filmfestivals von Locarno in der Kategorie: „Cineasten der Gegenwart“ einbrachte. Der Erfolg von Dealer machte es ihm möglich, im Jahr 2010 seinen ersten englischsprachigen Spielfilm zu inszenieren. Die europäische Koproduktion Womb erzählt von einer jungen Frau (gespielt von Eva Green), die über den Verlust ihrer Jugendliebe nicht hinwegkommt. Sie lässt den Toten klonen, trägt das Baby selbst aus und zieht es wie ihren Sohn auf. Die deutschsprachige Fachkritik lobte Womb als zu Beginn atmosphärisch eindrucksvolles Drama, das aber „philosophisch wie emotional allzu vage“ mit dem Thema Gentechnik umgehe.
2012 folgte der ungarische Spielfilm Just the Wind, bei dem sich Fliegauf von einer Mordserie mit fünf Todesopfern an Roma in seinem Heimatland inspirieren ließ. Das Drama, das einen Tag einer ungarischen Roma-Familie in einem Klima von Angst und Verfolgung zeigt, wurde in den Wettbewerb der 62. Filmfestspiele von Berlin eingeladen und dort mit dem zweitwichtigsten Preis, dem Großen Preis der Jury, ausgezeichnet. Eigenen Angaben zufolge hatte Fliegauf von der Struktur des Films – der Beobachtung einer Familie im Laufe eines Tages von morgens bis abends – bereits zehn Jahre zuvor geträumt, jedoch keinen Inhalt gehabt. Zu diesem kam er durch die Lektüre einer Reihe von Artikeln zu Überfällen auf Roma, die der Journalist Zoltan Tabori 2009/10 veröffentlichte, sowie durch einen Albtraum, der Fliegauf das Ende des Films vorwegnahm („Ich sah eine Hütte und den gespenstischen Schatten eines Mündungsfeuers.“). Für die Recherche reiste der Regisseur ein Jahr lang durch Ungarn, um mit Roma und Sinti zu sprechen. Im September 2012 wurde Just the Wind als offizieller Kandidat Ungarns auf eine Oscar-Nominierung in der Kategorie Bester fremdsprachiger Film präsentiert, gelangte aber nicht in die engere Auswahl. In Deutschland gelangte der Film fast anderthalb Jahre nach seiner Uraufführung in die Kinos, in der Originalfassung mit deutschen Untertiteln.
2021 erhielt er für Rengeteg – mindenhol látlak (Forest – I See You Everywhere) eine Einladung in den Wettbewerb der 71. Internationalen Filmfestspiele Berlin.
Benedek Fliegauf gilt als Perfektionist, der bei seinen Filmen nahezu alle künstlerischen Aspekte kontrolliert, darunter auch die Musik und die visuelle Gestaltung. Neben der Arbeit im Film gründete Fliegauf ein Künstler-Kollektiv namens Raptor’s Kollektiva.

## Filmografie
- 1999: Határvonal (Dokumentarfilm)
- 2001: Beszélő fejek
- 2002: Van élet a halál elött? (Dokumentarfilm)
- 2002: Hypnose (Kurzfilm)
- 2003: Rengeteg
- 2004: Dealer
- 2004: Európából Európába (Dokumentar-Kurzfilm)
- 2004: A sor (Kurzfilm)
- 2005: Pörgés (Kurzfilm)
- 2007: Tejút
- 2008: Csillogás (Dokumentarfilm)
- 2010: Womb
- 2012: Just the Wind (Csak a szél)
- 2016: Liliom ösvény
- 2021: Rengeteg – mindenhol látlak

## Auszeichnungen
- 2001: Bester Experimentalfilm der Ungarischen Filmschau für Beszélö fejek
- 2002: Spezialpreis des Filmfestivals Cottbus für Hypnose
- 2003: Wolfgang-Staudte-Preis bei den Internationalen Filmfestspielen Berlin für Rengeteg
- 2003: Gene-Moskowitz-Kritikerpreis und Sándor Simó Memorial Award der Ungarischen Filmschau für Rengeteg
- 2004: Leserpreis der Berliner Morgenpost bei den Internationalen Filmfestspielen Berlin für Dealer
- 2004: Regiepreis der Ungarischen Filmschau für Dealer
- 2005: László-B.-Nagy-Preis der ungarischen Filmkritik für Dealer
- 2004: ACCA-Jurypreis, Regiepreis, FIPRESCI-Preis und Lobende Erwähnung des Festival Internacional de Cine de Mar del Plata für Dealer
- 2004: Regiepreis des GoEast-Filmfestivals Wiesbaden für Dealer
- 2004: Goldene Athene des Internationalen Filmfestivals Athen für Dealer
- 2007: Goldener Leopard des Internationalen Filmfestivals von Locarno für Tejút (Kategorie: „Cineasten der Gegenwart“)
- 2008: Spezialpreis der Ungarischen Filmschau für Tejút
- 2012: Großer Preis der Jury der Internationalen Filmfestspiele Berlin für Just the Wind